# نمرة (تعز)
نمره هي إحدى قرى الجمهورية اليمنية. تتبع جغرافيا لمحافظة تعز وإداريًا لمديرية جبل حبشي. يبلغ تعداد سكانها 2867 نسمة حسب الإحصاء الذي أجري عام 2004.